# Rimi Sen
Rimi Sen (Bengali: রিমি সেন) (née le 21 septembre 1981 à Kolkata, Inde) est une actrice indienne travaillant dans l'industrie cinématographique indienne de Bollywood. Son vrai nom est Shubhomitra Sen, elle est également danseuse dans la célèbre troupe de danse de Kolkata 'Aloka Kanungo'.
Rimi Sen achève sa scolarité à la Bidya Bharati Girls' High School en 1998.

## Filmographie
| Année | Film                  | Role              | Notes                     |
| ----- | --------------------- | ----------------- | ------------------------- |
| 2003  | Hungama               | Anjali            |                           |
| 2003  | Baghban               | Payal Malhotra    |                           |
| 2004  | Dhoom                 | Mrs. Sweety Dixit | Prénom orthographié Rimii |
| 2004  | Swapner Din           | Ameena            | film bengali              |
| 2005  | Garam Masala          | Anjali            |                           |
| 2005  | Kyon Ki               | Maya              |                           |
| 2005  | Deewane Huye Pagal    | Tanya/Natasha     |                           |
| 2006  | Phir Hera Pheri       | Anjali            |                           |
| 2006  | Golmaal               | Nirali            |                           |
| 2006  | Dost - My Best Friend |                   |                           |
| 2006  | Dhoom 2               | Mrs. Sweety Dixit | caméo                     |
| 2007  | Yahan Ke Hum Sikander |                   |                           |
| 2007  | Hattrick              | Kashmira          |                           |
| 2007  | Johnny Gaddaar        | Minni             |                           |
| 2008  | De Taali              | Kartika/Anjali    |                           |
| 2008  | Horn Ok Pleasss       |                   |                           |
| 2008  | Airport               | Kashmira          |                           |
| 2009  | Sankat City           | Mona              |                           |
| 2009  | Horn 'OK' Pleassss    | Ria/Sia           |                           |
| 2009  | Yahan Ke Hum Sikander |                   |                           |
| 2011  | Thank You             | Shivani           |                           |
| 2011  | Shagird               | Varsha Mathur     |                           |